# Compagnie générale des omnibus de Marseille

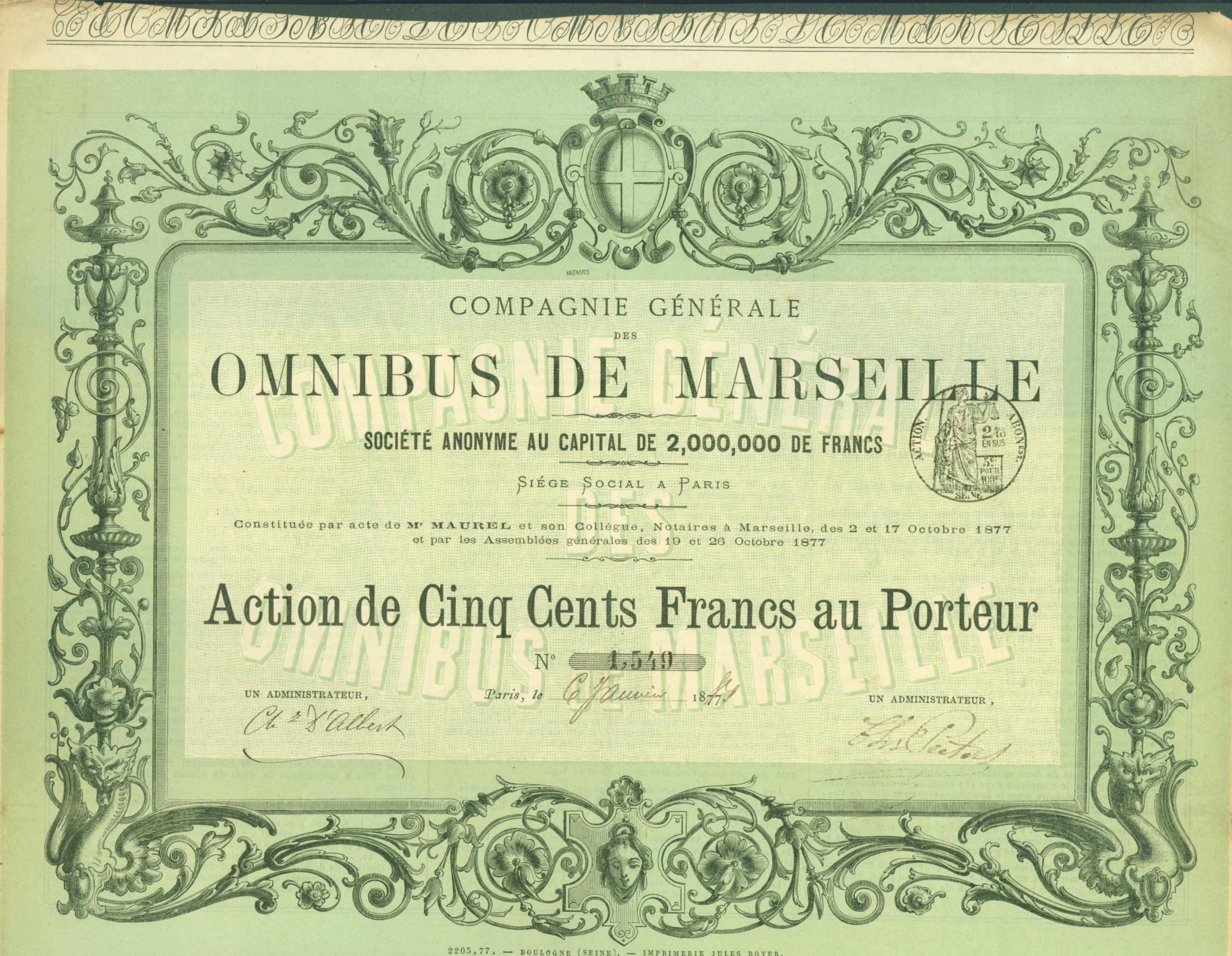
Action de la CGOM en date du 6 janvier 1881

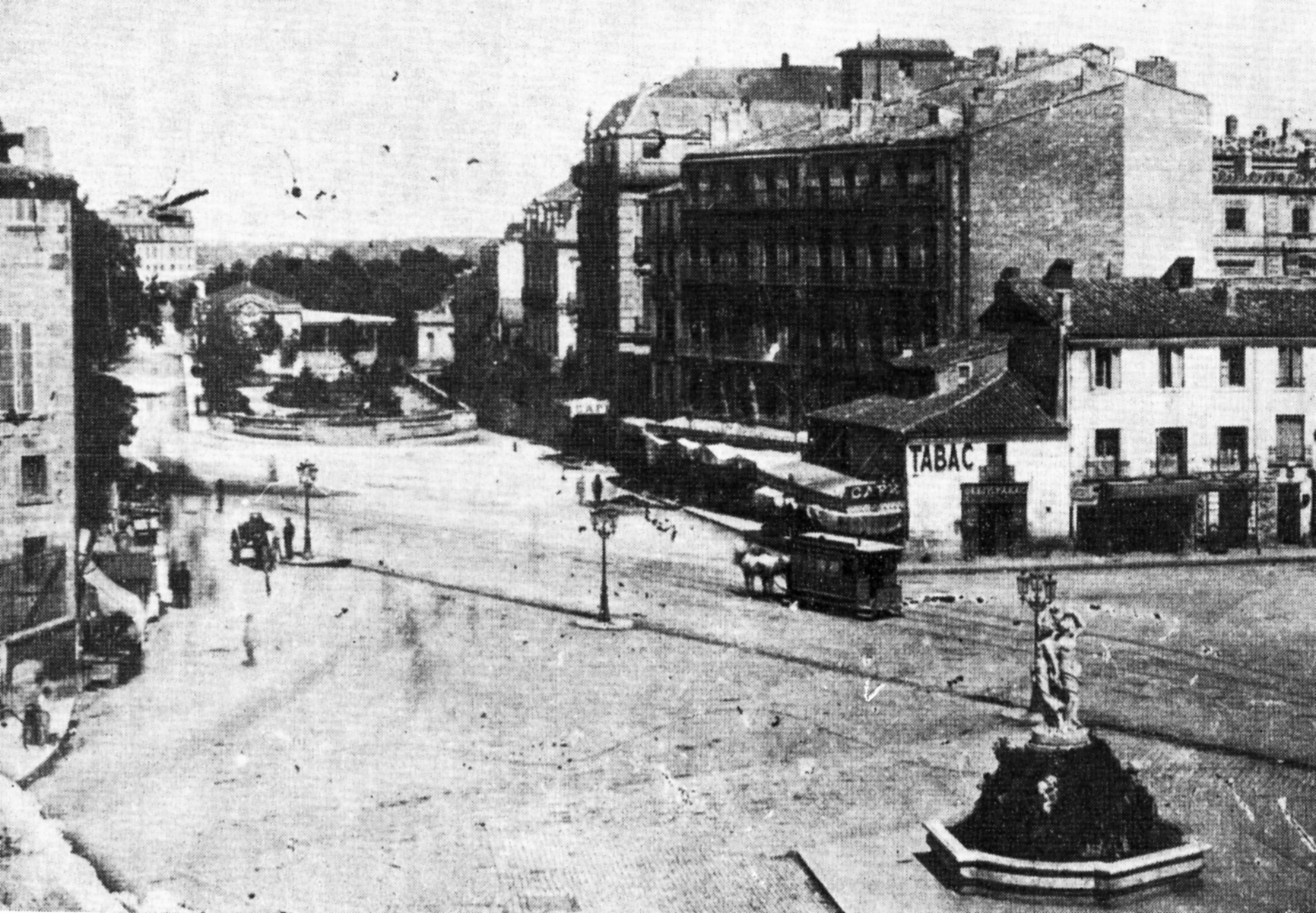
un tramway à cheval de la CGOM à Montpellier sur la place de la Comédie

La Compagnie générale des omnibus de Marseille est une compagnie de transport créée les 2 et 17 octobre 1877, à Marseille par Monsieur Brasseur banquier et un groupe de onze exploitants d'omnibus. Le capital est de 2 millions de francs.
La compagnie développe un réseau d'omnibus à Marseille pour concurrencer les tramways à chevaux. 
Elle devient concessionnaire d'un réseau de tramways à chevaux dans les villes de Nice, Toulon, Nîmes et Montpellier. 
En juin 1882, la compagnie est en faillite et sa déchéance est prononcée par le ministre des travaux publics, le 15 janvier 1883.
Les acquis de la compagnie sont repris par divers concessionnaires, ou liquidés comme à Montpellier.